# Puchar Świata w Lekkoatletyce 1981
3. Puchar Świata w Lekkoatletyce – trzecia edycja lekkoatletycznego pucharu świata odbyła się w dniach 4-6 września 1981 roku. Gospodarzem zawodów był Rzym, a areną zmagań był stadion olimpijski. Nad organizacją imprezy czuwało International Association of Athletics Federations. W drużynie Europy startowało kilku zawodników z Polski, np. Bogusław Mamiński. W ostatnim dniu rywalizacji bieg na 3000 m z przeszkodami wygrał w czasie 8:19.89 Polak Bogusław Mamiński, a sztafetę 4 × 100 m Polacy.

## Rezultaty końcowe
| Pozycja | Mężczyźni         | Punkty |
| ------- | ----------------- | ------ |
| 1       | Europa            | 147    |
| 2       | NRD               | 130    |
| 3       | Stany Zjednoczone | 127    |
| 4       | ZSRR              | 118    |
| 5       | Ameryka           | 95     |
| 6       | Włochy            | 93     |
| 7       | Afryka            | 66     |
| 8       | Oceania           | 61     |
| 9       | Azja              | 59     |

| Pozycja | Kobiety           | Punkty |
| ------- | ----------------- | ------ |
| 1       | NRD               | 120,5  |
| 2       | Europa            | 110    |
| 3       | ZSRR              | 98     |
| 4       | Stany Zjednoczone | 89     |
| 5       | Ameryka           | 72     |
| 6       | Włochy            | 68,5   |
| 7       | Oceania           | 58     |
| 8       | Azja              | 32     |
| 9       | Afryka            | 26     |